# Scilla hyacinthoides
Scilla hyacinthoides là một loài thực vật có hoa trong họ Măng tây. Loài này được L. miêu tả khoa học đầu tiên năm 1767.

## Hình ảnh

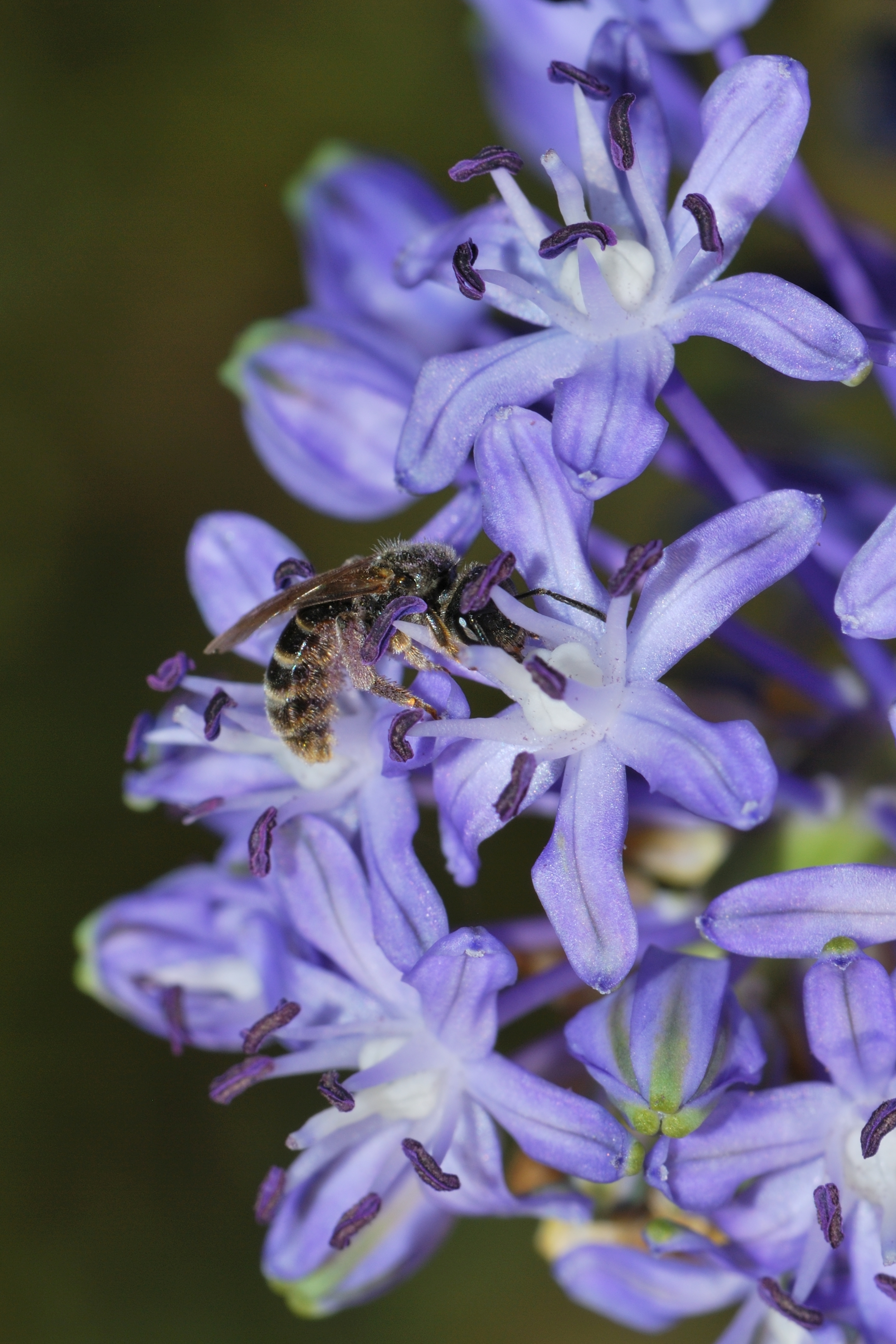
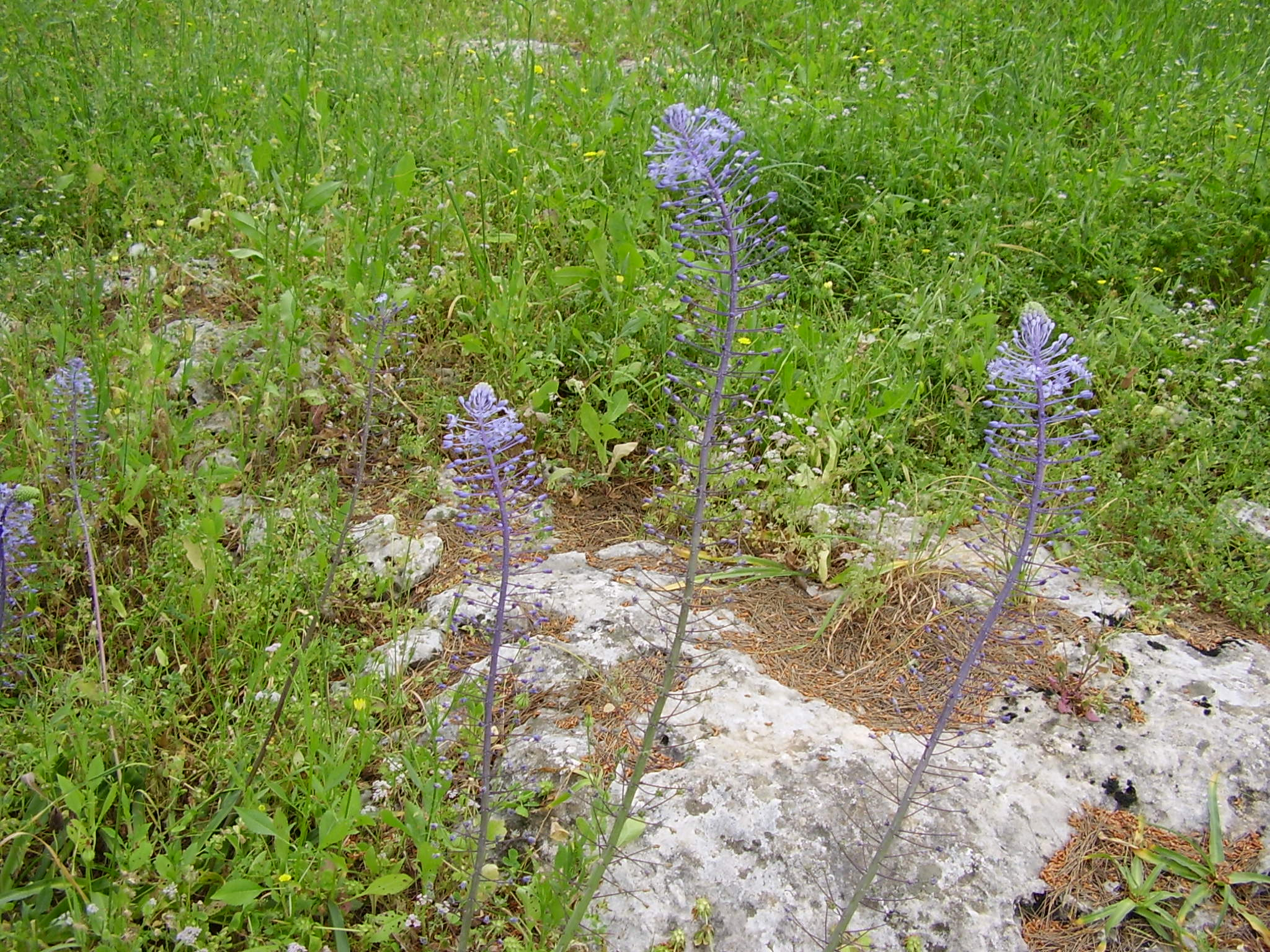
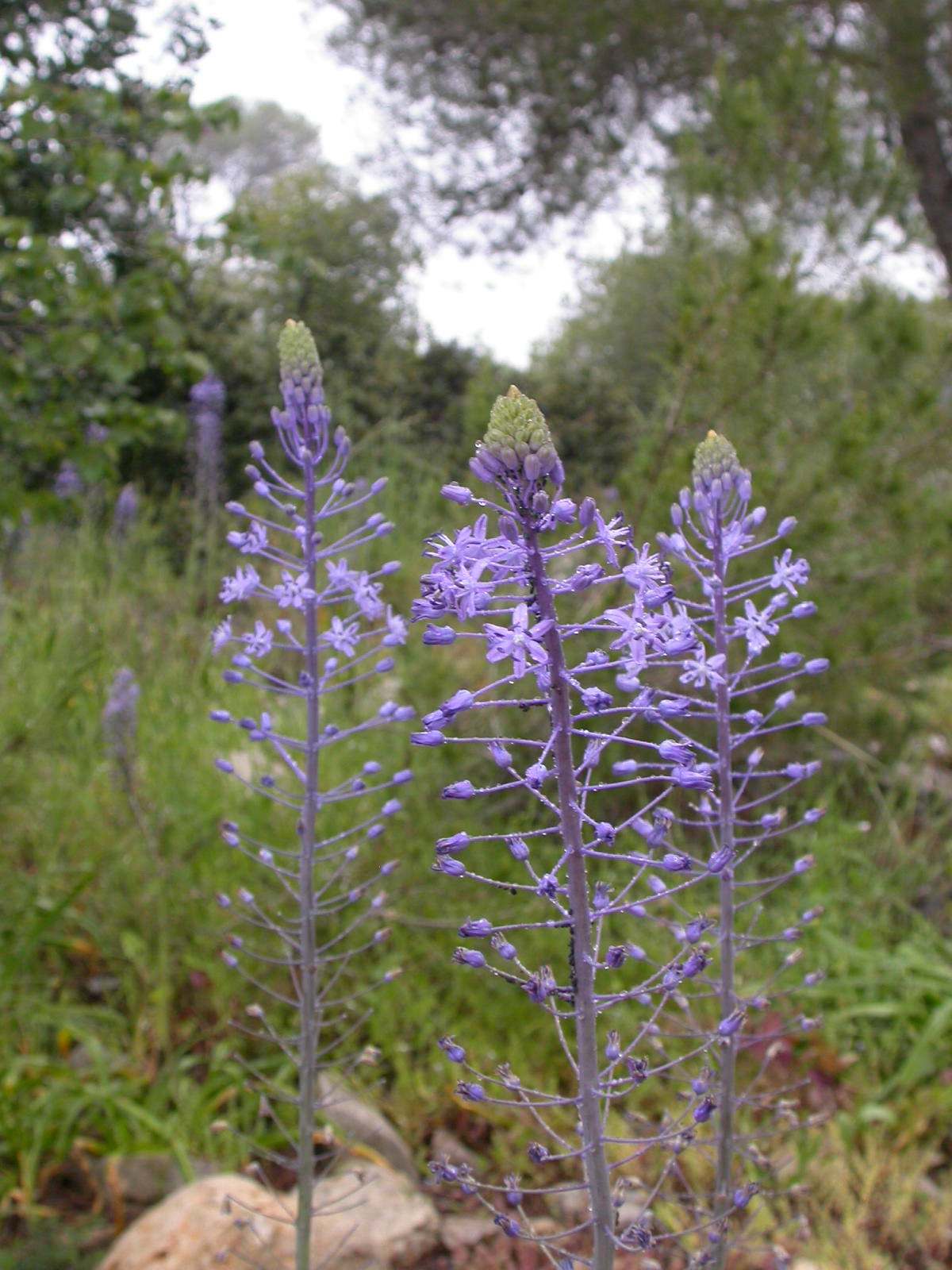
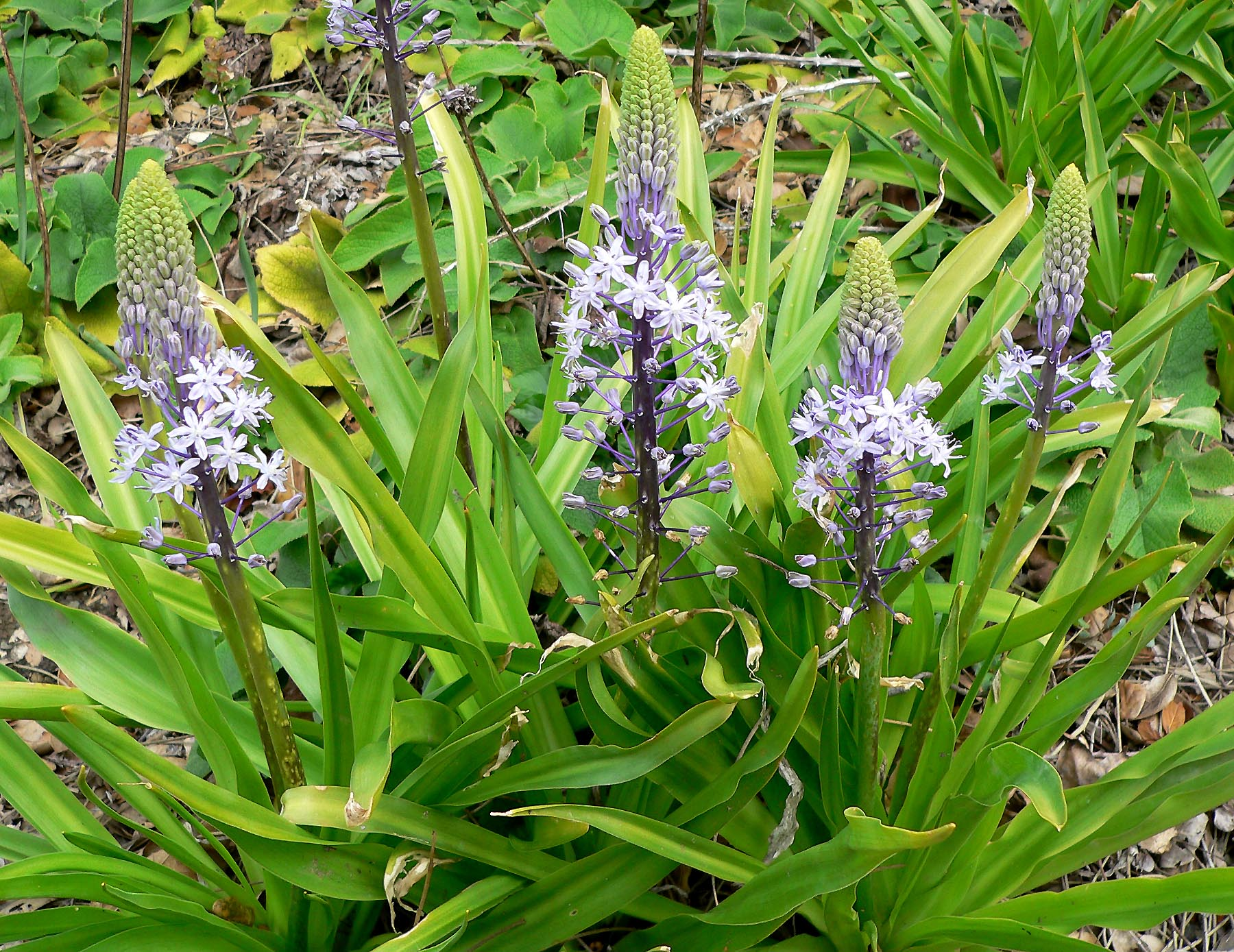